# Abraham Kuyper

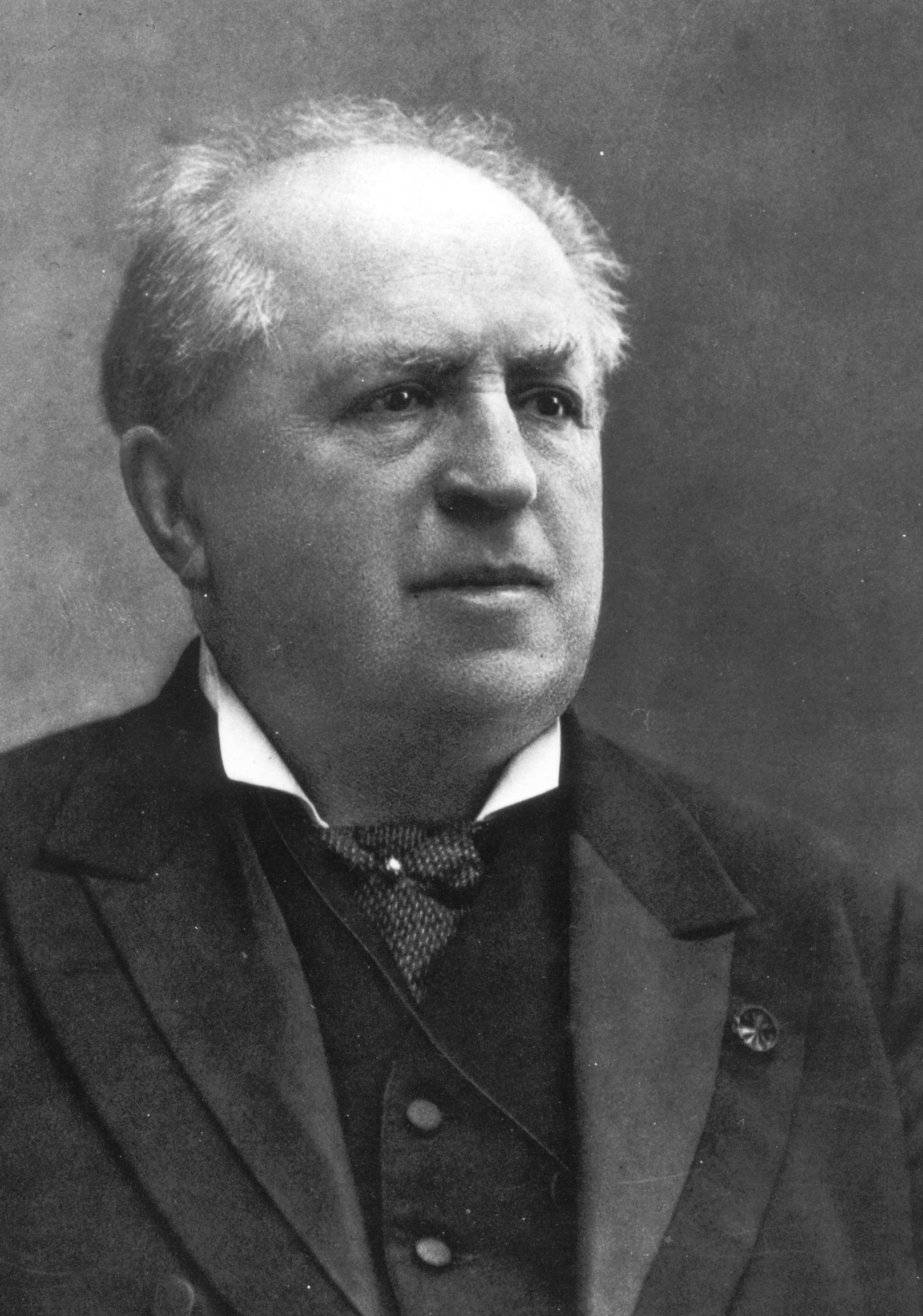
Abraham Kuyper (1905)

Abraham Kuyper (* 29. Oktober 1837 in Maassluis; † 8. November 1920 in Den Haag) war ein niederländischer reformierter Theologe, Politiker und Journalist. Er trug maßgeblich zur Abspaltung der streng-calvinistischen Gereformeerde Kerken von der etablierten niederländisch-reformierten Kirche bei. Kuyper war 1879 Gründer und fast vier Jahrzehnte lang Vorsitzender der Anti-Revolutionaire Partij (ARP) sowie von 1901 bis 1905 Ministerpräsident der Niederlande.

## Leben
Abraham Kuyper war Sohn eines reformierten Pastors. Er studierte Theologie in Leiden, wo er 1858 den Baccalaureus- und (nach einer Unterbrechung wegen eines Nervenzusammenbruchs 1861) 1863 den Doktorgrad erreichte. Nach einem fünfjährigen Verlöbnis heiratete er 1863 Johanna Schaay. Das Paar bekam acht Kinder.
Von 1863 bis 1867 war Kuyper Pastor der kleinen Gemeinde Beesd in Gelderland. Von seiner Promotionszeit bis zu seinem Wechsel nach Utrecht beschäftigte sich Kuyper intensiv mit Lehre und Werk des polnischen Reformators Johannes a Lasco. Aus Anlass seiner Forschungen zu a Lasco trat Kuyper 1864 erstmals mit Guillaume Groen van Prinsterer in Kontakt. Dieser war seinerzeit Anführer der „Anti-Revolutionären“ im Parlament, einem Zusammenschluss christlich-konservativer und anti-liberaler Abgeordneter, aber noch keiner Partei im modernen Sinne. Zwischen Groen und Kuyper entwickelte sich eine Art Lehrer-Schüler- oder gar „geistiges Vater-Sohn-Verhältnis“. 1866 publizierte Kuyper eine Ausgabe der Werke a Lascos, womit er den Grundstein der modernen a-Lasco-Forschung legte. 1867 brachte er zudem eine Streitschrift zu kirchenpolitischen Fragen heraus, in der er sowohl den theologischen Liberalismus als auch die schwerfällige Bürokratie der offiziellen niederländisch-reformierten Kirche kritisierte. Damit erregte er überregionale Aufmerksamkeit und erhielt kurz darauf einen Ruf als Prediger nach Utrecht, wo konservative „Ultra-Calvinisten“ den Ton angaben. Ab 1870 predigte Kuyper in Amsterdam. Mit seinen radikal-konservativen Positionen zog er vor allem eine Anhängerschaft aus strenggläubigen Arbeitern an.
1870 übernahm Kuyper die Herausgeberschaft der kirchlichen Wochenzeitung De Heraut, 1872 später gründete er die Tageszeitung De Standaard. In diesen sprach er sich für „eine freie Kirche und eine freie Schule in freien Niederlanden“ aus – mit „freier“ Kirche und Schule meinte er vor allem frei von Einflussnahme durch die damals von den Liberalen dominierte Regierung. 1874 wurde er in die Zweite Kammer des niederländischen Parlaments gewählt, wo er sich der von Groen van Prinsterer begründeten „anti-revolutionären“ – d. h. protestantisch-konservativen – Fraktion anschloss, und beendete seine Priestertätigkeit. Als zweitjüngster Abgeordneter und erster Geistlicher im Parlament rührte er dieses mit seiner vehementen Rhetorik auf. Gegner bezeichneten ihn als Demagogen und verglichen ihn mit Oliver Cromwell. Im Jahr darauf nahm er an Robert Pearsall Smiths Heiligungskonferenz im englischen Brighton teil. Anschließend verbreitete er dessen Ideen in den Niederlanden, kehrte jedoch bald wieder zum traditionellen Calvinismus zurück. 1876 erlitt Kuyper erneut einen Nervenzusammenbruch, er gab sein Parlamentsmandat auf und zog sich zur Erholung nach Südfrankreich zurück. Anschließend zog die Familie zu Kuypers weiterer Genesung an den Comer See und ins schweizerische Engadin.
1878 entbrach ein jahrzehntelang anhaltender Schulstreit zwischen Liberalen und Religiösen, als die liberale Regierung Johannes Kappeyne van de Coppellos die Schulen verstärkter staatlicher Kontrolle unterstellte, die Qualitätsstandards für den Unterricht erhöhte, aber die öffentliche Finanzierung für konfessionelle Schulen (bijzonder onderwijs) strich. Kuyper stellte sich an die Spitze einer Petition gegen das Schulgesetz, die von 305.000 Protestanten und 164.000 Katholiken unterzeichnet wurde. Dennoch setzte König Wilhelm III. das Gesetz in Kraft. Kuyper beklagte daraufhin, dass das Haus Oranien „mit der Vergangenheit gebrochen“ und das Volk im Stich gelassen habe. Aus der von Groen begründeten anti-revolutionären Parlamentsfraktion und den Komitees gegen das Schulgesetz gründete Kuyper 1879 die Anti-Revolutionaire Partij (ARP) als erste politische Partei (im modernen Sinne) in den Niederlanden. Bis 1918 – fast vier Jahrzehnte – war er ihr Vorsitzender. Seine Unterstützer kamen vor allem aus einem Volksteil, der als die kleine luyden („kleine Leute“) bezeichnet wurde – religiös gebundene Arbeiter, Bauern, Handwerker und Kleinhändler. Für sie war er ein geschätzter politischer Führer. Seine Widersacher waren anfangs vor allem die Liberalen, später die Sozialisten.
Im Oktober 1880 stiftete er die Freie Universität Amsterdam, an der er auch als Professor für Theologie lehrte. In der Eröffnungsvorlesung präsentierte er sein Konzept der souvereiniteit in eigen kring („Souveränität im eigenen Kreis“). Danach besteht die Welt aus verschiedenen Sphären, z. B. Privatleben, Natur, Wissenschaft, Kirche, die in ihrem jeweiligen Bereich unabhängig sein sollten. Diese greifen zwar wie Zahnräder ineinander, aber keine Sphäre, auch nicht die staatliche Regierung oder die Kirche, dürfe ihre eigenen Maßstäbe an die anderen anlegen. Der Staatsgewalt komme dabei lediglich die Aufgabe zu, durch die Gesetze die jeweils unabhängigen Einflussbereiche abzugrenzen. Die höchste, uneingeschränkte Souveränität komme nur Gott zu. In dieser Staats- und Sozialphilosophie liegt der Ursprung einer gesellschaftlichen Entwicklung in den Niederlanden, die als Verzuiling („Versäulung“) bezeichnet wird. Folglich etablierte sich eine autonome gesellschaftliche Struktur der Reformierten innerhalb der Gesellschaft (Medien, Bildungswesen, Vereine usw.). Entsprechend hatten Katholiken, Liberale und Sozialisten ihre eigenen „Säulen“.
Kuypers Gegnerschaft zur offiziellen Führung der reformierten Kirche (Hervormde Kerk) kulminierte am 6. Januar 1886, als er mit seinen Anhängern in den Raum des Kirchenrats der Nieuwe Kerk in Amsterdam einbrach und diesen fortan besetzt hielt. Im Februar 1886 ernannten die Gemeinden von Voorthuizen und Kootwijk neue Pfarrer (die an Kuypers Freier Universität ausgebildet worden waren), ohne deren Bestätigung durch das zuständige Presbyterium (classis) abzuwarten. Damit kam es zur Kirchenspaltung, der so genannten Doleantie (von lateinisch dolere, „trauern“ oder „klagen“, weil ihre Anhänger über die Entwicklung der reformierten Kirche „betrübt“ waren), der sich etwa 10 % der Mitglieder der niederländisch-reformierten Kirche anschlossen. Diese Abspaltung vereinigte sich wiederum 1892 mit einem großen Teil der Christelijke Gereformeerde Kerk, die sich bereits 1834 abgespalten hatte. Zusammen bildeten sie Gereformeerde Kerken in Nederland, die folglich die zweitgrößte protestantische Konfessionsgruppe des Landes war.
Kuyper war von 1901 bis 1905 Ministerpräsident der Niederlande. 1908 wurde ihm der Ehrentitel eines Staatsministers verliehen.
Er wurde von dem niederländischen Maler Jan Veth porträtiert. Kuyper wird oft als einer der geistigen Väter der europäischen Christdemokratie angesehen.

## Werke
- The Work of the Holy Spirit, 1888.
- Encyclopaedia Theologiae, 3 Bände, 1894.
- Lectures On Calvinism, 1898.
- E voto Dordraceno, 3 Bände, 1900.
- Reformation wider Revolution, (deutsch 1904).
- Our Worship, Neuauflage: William B Eerdmans Publishing, 2009.